# La prima indagine di Montalbano
La prima indagine di Montalbano è una raccolta di racconti di Andrea Camilleri, pubblicata nel 2004. Essa raccoglie tre racconti lunghi: Sette lunedì, La prima indagine di Montalbano e Ritorno alle origini.

## Trama

### Sette lunedì
La mattina del lunedì 22 settembre l'ispettore Fazio si presenta dal commissario Montalbano con un cefalo morto per un colpo di rivoltella. Il "delitto" è avvenuto al ristorante "La sirenetta", che Montalbano conosce bene per i suoi conti salati, dove accanto al "cadavere" è stato rinvenuto un bossolo e un "pizzino" (pezzo di carta scritto) illeggibile per la pioggia caduta durante la notte. Montalbano, inizialmente sorpreso, non dà grande importanza al fatto e consiglia Fazio di cucinarsi il pesce alla griglia.
La seconda vittima che l'ispettore Fazio presenta lunedì 29 settembre a Montalbano è un pollo ucciso anch'esso da un colpo di rivoltella. Il bossolo rinvenuto è lo stesso e anche questa volta è stato lasciato un enigmatico messaggio: "Continuo a contrarmi". Montalbano suggerisce a Fazio di far fare al pollo la stessa fine del pesce.
Ma altre "vittime" sempre più grandi, cane, capra, asino uccisi allo stesso modo ogni lunedì e che portano l'indecifrabile messaggio che annuncia volta per volta l'aumento della "contrazione", incominciano a preoccupare Montalbano che ha capito che c'è in circolazione un maniaco religioso e teme che la prossima volta possa uccidere un uomo: del resto come dice spiritosamente il collega Mimì Augello, sarebbe difficile che il prossimo animale ucciso in ordine di grandezza possa essere un elefante. 
Ma sarà proprio l'uccisione, il sesto lunedì, di un elefante di un circo di passaggio a Vigata a spingere Montalbano a cercare la soluzione di questo folle comportamento. Il commissario ha capito che il pazzo con quelle strambe uccisioni vuole mandare un messaggio e in un primo tempo pensa che questo sia costituito dalle iniziali degli animali uccisi ma la parola che ne deriva non ha senso. La soluzione appare al commissario quando accoppia agli animali il nome dei proprietari: il messaggio che ne risulta è "Ecco Di...", il che vuol dire che al termine della "contrazione", che avverrà con l'uccisione di un uomo che avrà la lettera "o" iniziale nel cognome si manifesterà Dio in tutta la sua potenza.
Montalbano decide di riunire con un pretesto nella sala del cinema di Vigata tutte le possibili vittime che hanno la lettera "o" iniziale nel cognome: questo dovrà avvenire per il sabato, non il lunedì, poiché la creazione termina appunto sabato a mezzanotte mentre la domenica Dio si riposò...

### La prima indagine di Montalbano
Il giovane vicecommissario Salvo Montalbano sta facendo il suo apprendistato di futuro commissario di polizia a Mascalippa, sperso paese dei monti Erei dove il poliziotto si trova come un pesce fuor d'acqua. L'acqua di Montalbano è quella del mare con il quale egli ha una sorta di osmosi fisica e spirituale.
Quando si diffonde la notizia della sua prossima promozione a commissario e dell'automatico trasferimento, Montalbano è terrorizzato dall'idea di essere mandato in una zona dell'interno della Sicilia, in quelle campagne dove domina il giallo bruciato della terra riarsa che egli ama vedere ma non viverci. 
Anche con l'aiuto non richiesto di Mery, sua amica ed amante con conoscenze al Ministero dell'interno, Montalbano ottiene il trasferimento come commissario a Vigata, cittadina di mare, che egli già conosceva e dove ritroverà le prime impressioni che aveva avuto da ragazzo: il sapore dei magnifici gelati ma soprattutto il mare con la Scala dei Turchi, una roccia a piombo sul mare.
La sua nuova vita da commissario inizia con un richiamo a testimoniare al tribunale di Montelusa, dove il poliziotto nota per la sua fissità una bella giovane vestita modestamente che sembra essere in attesa di qualcuno. Finita la sua deposizione Montalbano ritrova la giovane nello stesso posto e con lo stesso atteggiamento che lo incuriosisce. 
L'auto di Montalbano ha un guasto e lui quindi decide di prendere un pullman per Vigata, dove ritrova la giovane del tribunale. Quando questa scende ad una fermata, senza sapere lui stesso perché lo fa, decide di seguirla sino a quando vedendola sul punto di svenire va per soccorrerla scatenando nella giovane una violenta e disperata reazione che si trasforma in una colluttazione durante la quale il commissario scopre che la giovane ha con sé una grossa rivoltella. Portata in commissariato si scopre la sua identità e la sua disgraziata vicenda: la giovane Rosanna è stata ripudiata dalla famiglia perché incinta, e costretta ad abortire vive facendo saltuariamente la serva. La giovane si rifiuta di parlare finché Montalbano riesce a farle confessare che è stata incaricata dal suo amante Cusumano, nipote del potente capomafia locale, di uccidere con una rivoltella un certo giudice di Montelusa che però non ha mai avuto niente a che fare con i mafiosi. Alla fine l'arma si rivela essere un ferrovecchio non in grado di sparare.

### Ritorno alle origini
Il giorno di Pasquetta, il commissario Montalbano ha deciso di passarlo fuori dalla "pazza folla" e perciò, mentre tutti in file di auto dalle lamiere arroventate, se ne vanno a fare i loro scomodi pic nic fuori città, egli ha deciso di starsene comodamente in ufficio a nutrirsi la mente con i suoi libri preferiti e il corpo, godendosi in santa pace il pranzo che gli verrà portato dal suo ristorante d'elezione "San Calogero". Il pasto come al solito è stato abbondante e Montalbano inevitabilmente si addormenta sino a quando è risvegliato dai tuoni di un forte temporale e dalla telefonata dell'ispettore Fazio che, in gita anche lui fuori Vigata, lo avverte della scomparsa di una bambina. Quando Montalbano giunge sul luogo la bambina è già stata ritrovata ma nella storia del suo ritrovamento c'è qualcosa che al commissario non "quatra".

## Edizioni
- La prima indagine di Montalbano, Collana Scrittori italiani e stranieri, Milano, Arnoldo Mondadori Editore, aprile 2004,  p. 340. - Collana I Miti, Mondadori, 2005, ISBN 88-04-54451-1; Collana Oscar Bestsellers n.1585, Mondadori, 2005, ISBN 978-88-045-5020-4; Collana I Classici del Giallo raccolta n.17, Mondadori, 2007.
- La prima indagine di Montalbano, Collana La memoria n.1212, Palermo, Sellerio, 2021, ISBN 978-88-389-4121-4.